# Iglesia de San Martín (Alcácer)
La Iglesia parroquial de San Martín es un templo católico situado en la plaza del Castillo, en el municipio de Alcácer. Es Bien de Relevancia Local con identificador número 46.16.015-001.

## Historia
La iglesia se edificó desde 1590 acabándose de construir en 1610. En 1719-1521 fue reconstruida a instancia de la baronesa Mariana Sanoguera cumpliendo un legado de su hermana la baronesa Ángela Sanoguera (1719). El antiguo templo no fue demolido sino restaurado por el maestro de obra Pere Sarrió con la colaboración de la población local. En esta reedificación se incluyó la construcción de un pequeño campanario.El templo fue ampliado en 1801 con un nuevo crucero, cúpula y presbiterio decorados con pinturas de Vicente López realizadas en 1805, aunque la capilla del Cristo de la Fe fue reconstruida por Manuel Fornés de 1816 a 1819. La parroquia fue constituida en 1610, pero se declaró anexa a la de Picassent en 1620 contituida en vicaría, hasta que en 1784 se decreó su independencia y cuarato propio.El campanario antiguo se edificó en 1840 según proyecto de Fornés instalándose las antiguas campanas fundidas para munición durante la Guerra civil, a excepción de la del reloj.
En 2001-2, se restauró la totalidad del exterior del templo con rehabilitación de la capilla de la V. de Desamparados y la cúpula.

## Descripción
La cúpula está rematada con tejas cerámicas, que forman ocho faldones de color azul, limitados con líneas de tejas Las capillas y altar mayor se fueron restaurando en la posguerra con retablos de escayola pintados y dorados colocándose en las hornacinas una imaginería notable de Galarza, Ponsoda y otros..
Conserva frescos de San Martín de Tours y San Luis Beltrán atribuidos a Vicente López, pintor de cámara de las cortes de Carlos IV y Fernando VII.

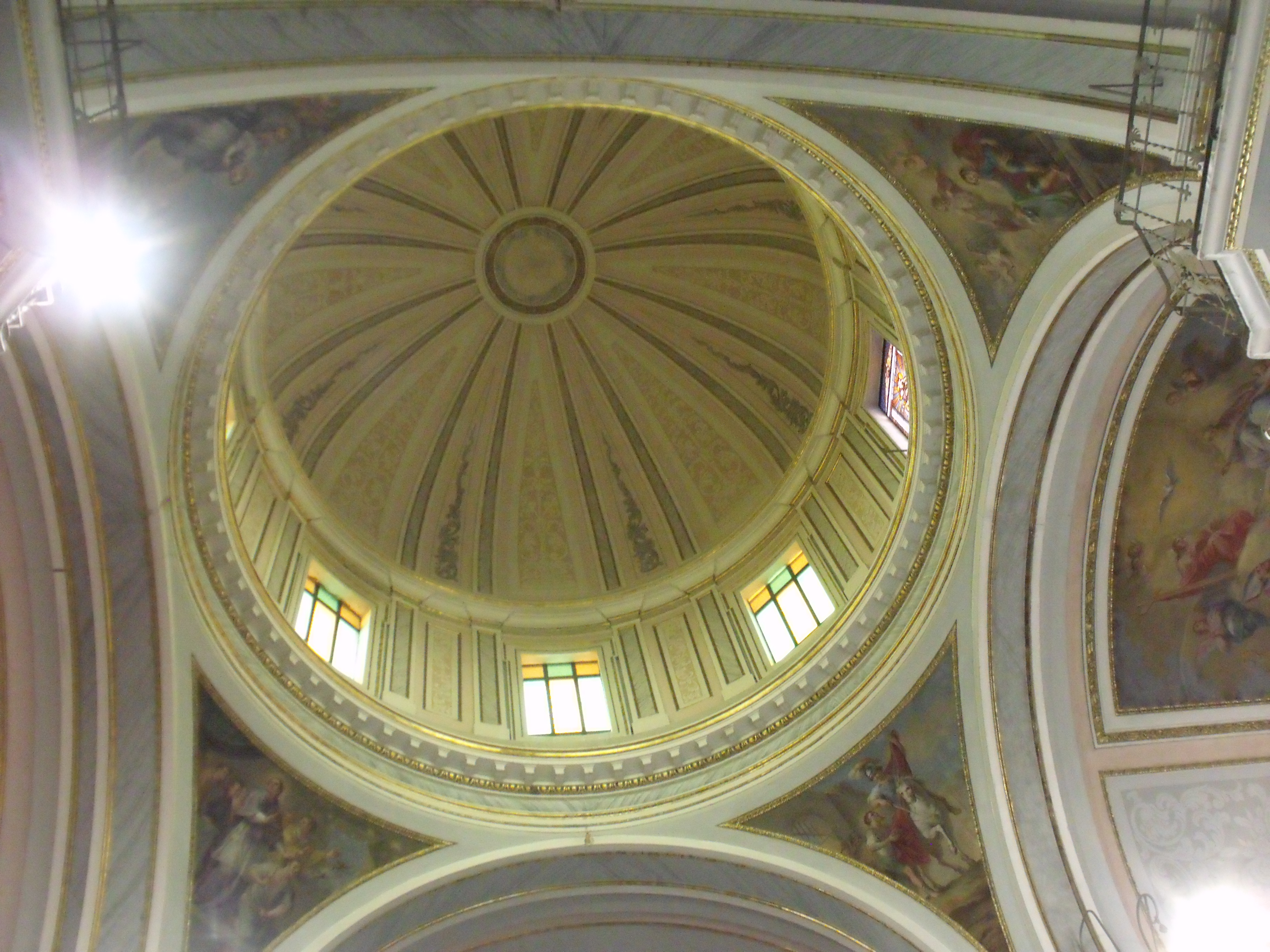
Cúpula.
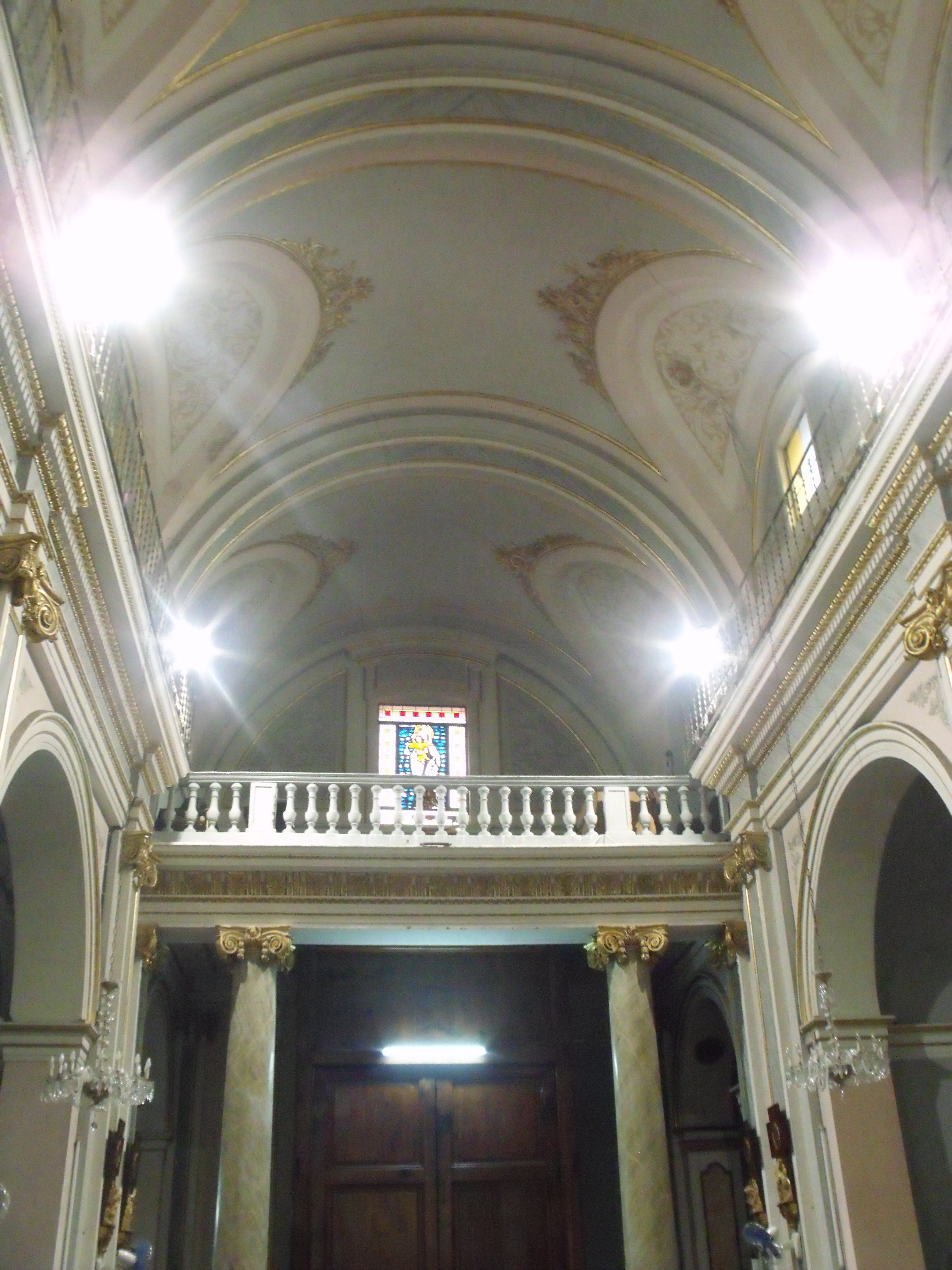
Lugar para el coro.
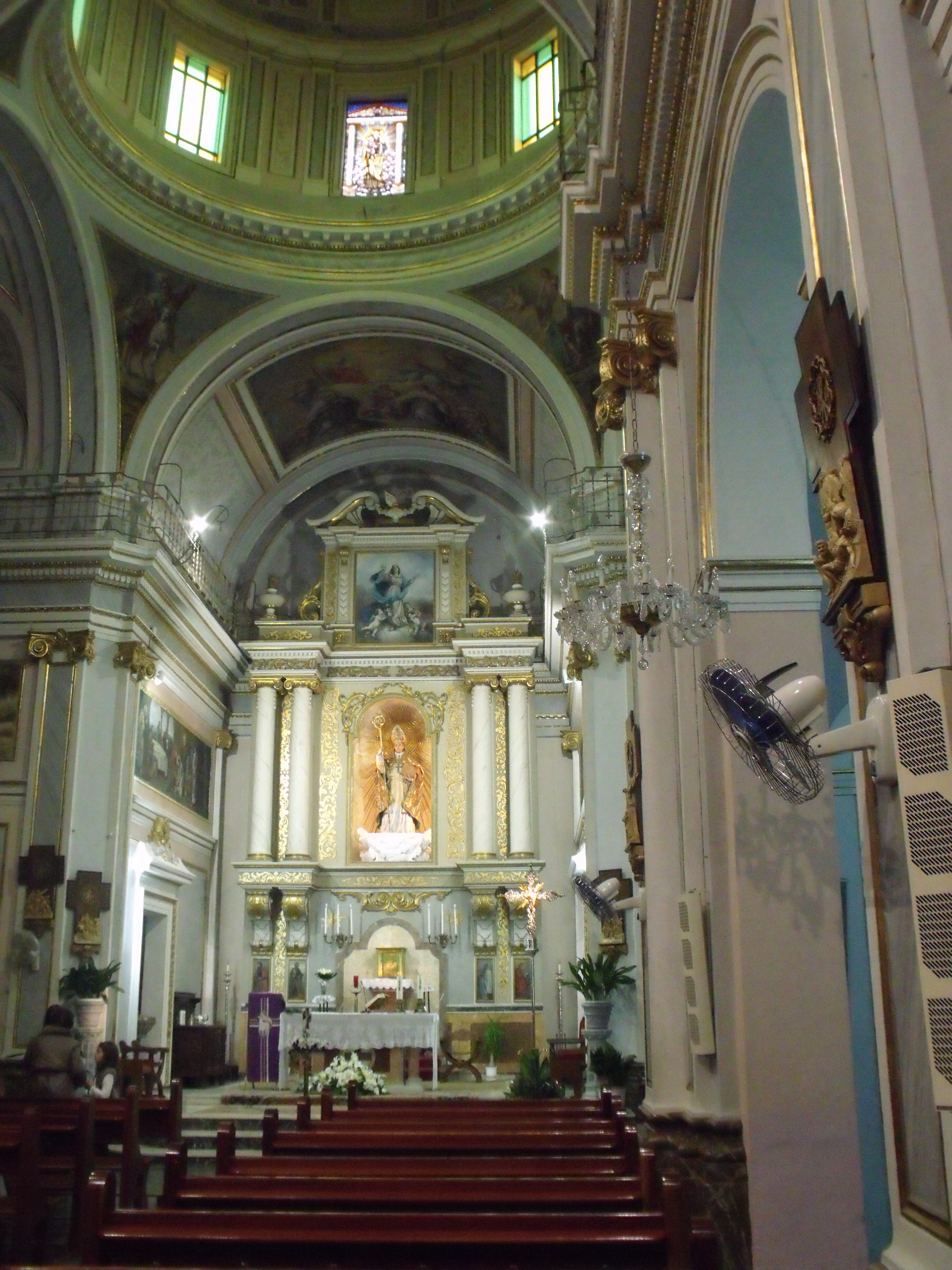
Altar mayor.
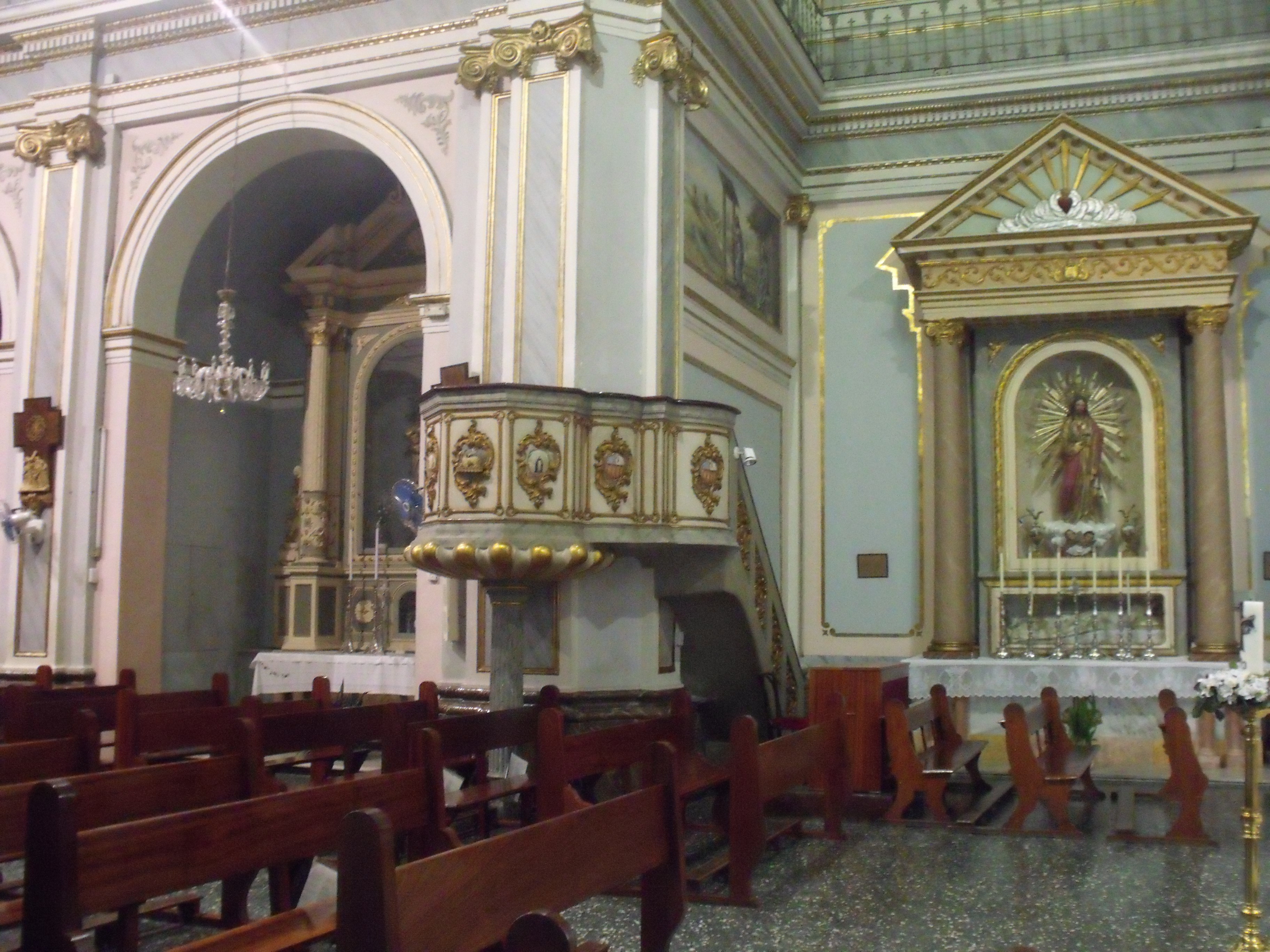
Púlito y altar del Sagrado Corazón de Jesus y de la virgen de la Asunción.
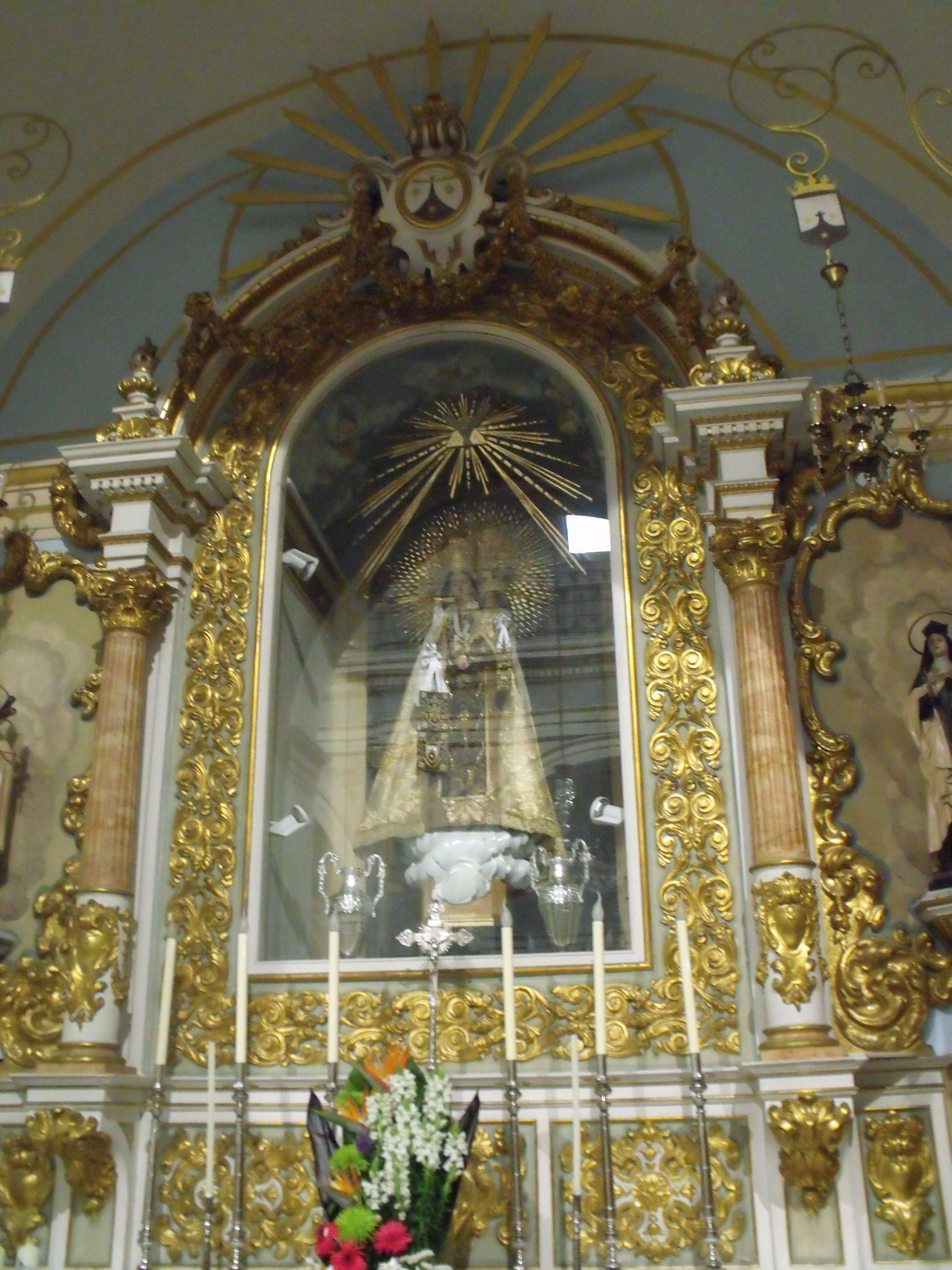
Altar Virgen del Carmen.
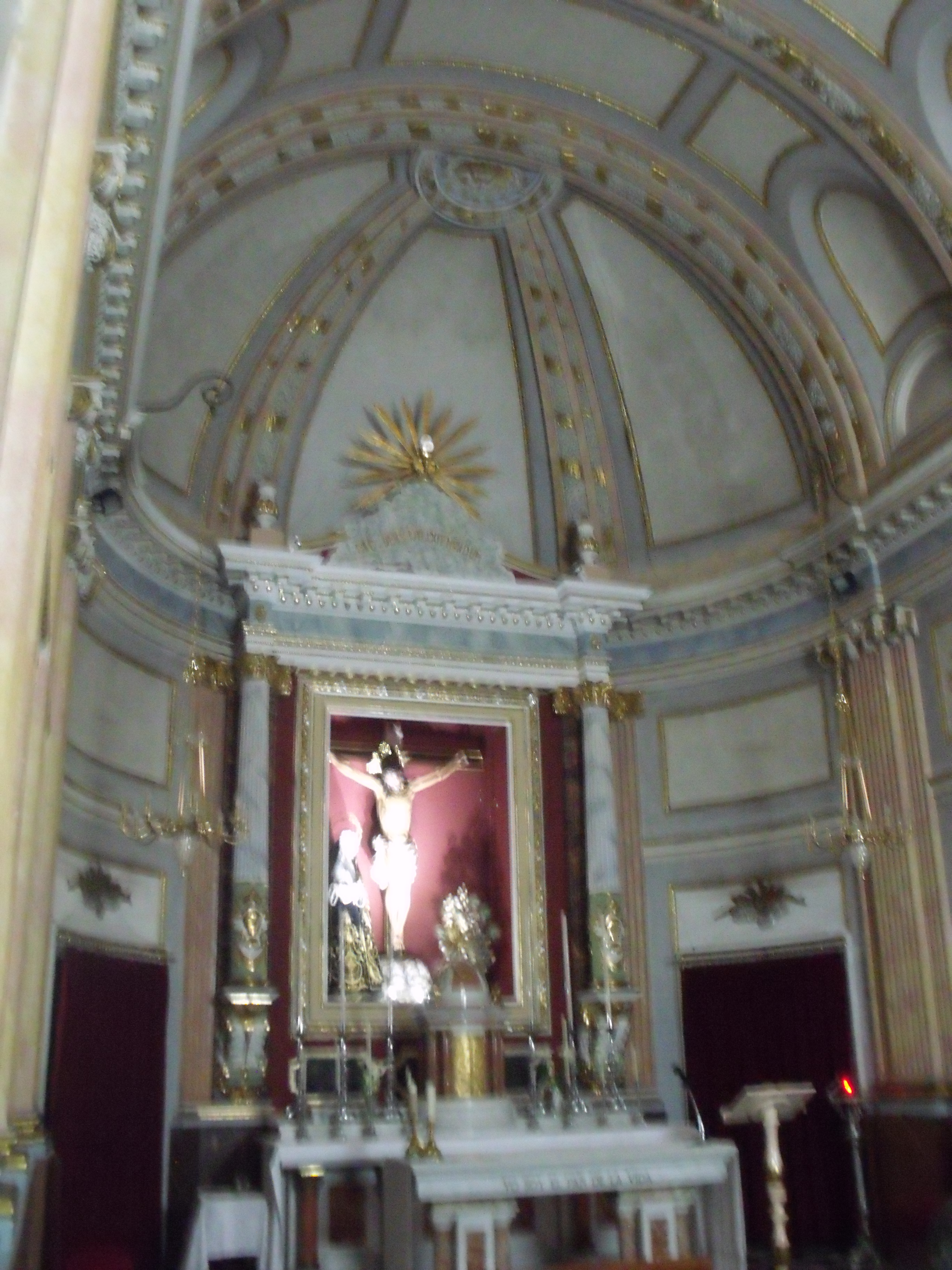
Capilla Santísimo Cristo de la Fe.